# NGC 2082
NGC 2082 é uma galáxia espiral barrada (SBb) localizada na direcção da constelação de Dorado. Possui uma declinação de -64° 18' 05" e uma ascensão recta de 5 horas, 41 minutos e 50,9 segundos.
A galáxia NGC 2082 foi descoberta em 30 de Novembro de 1834 por John Herschel.